# Valgrana
Valgrana (piemontès Valgran-a) és un municipi italià, situat a la regió del Piemont. L'any 2007 tenia 808 habitants. Està situat a la Val Grana, dins de les Valls Occitanes. Limita amb els municipis de Bernès, Caralh, Montomal, Montrós i Rittana.

## Administració
| Període | Identitat         | Partit        |
| ------- | ----------------- | ------------- |
| 2004-   | Adriano Brondetta | Llista cívica |